# Marinekommandoamt

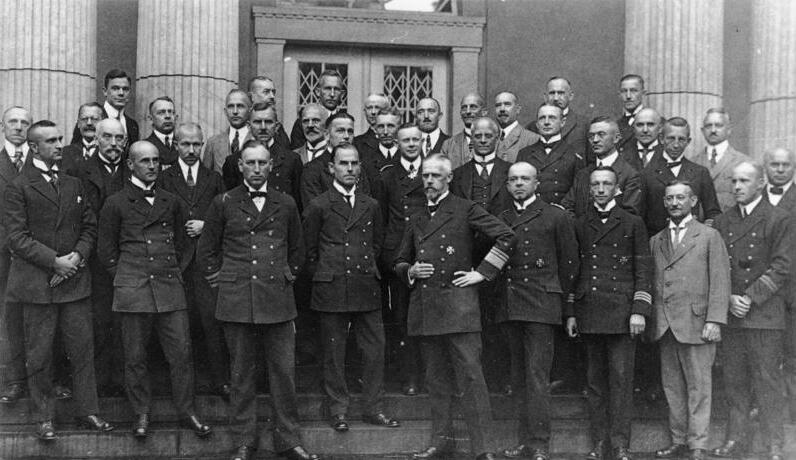
Vizeadmiral Mommsen (in der Bildmitte) mit Mitarbeitern des Marinekommadoamtes (1923). Die dritte Person von links in der vorderen Reihe ist Erwin Waßner und die zweite Person rechts von Mommsen (mit den drei „Kolbenringen“ eines Korvettenkapitäns) ist Günther Guse, ein späterer Admiral der Kriegsmarine. Rechts hinter diesem steht Wilhelm Canaris, späterer Leiter des Amts Ausland/Abwehr im OKW. Vordere Reihe ganz links Ernst Lindemann.

Das Marinekommandoamt war in den 1920er-Jahren eine Kommandobehörde der Reichsmarine und später (ab 1935) der Kriegsmarine. Später wurde das Marinekommandoamt das Quartiermeisteramt (Skl Qu A), später Admiralquartiermeister (Skl/Adm Qu) in der Seekriegsleitung.

## Geschichte
Infolge des verlorenen Ersten Weltkriegs und des Versailler Vertrages wurde die Kaiserliche Marine, nunmehr als Vorläufige Reichsmarine bezeichnet, erheblich reduziert. Als Ersatz für den aufgelösten Admiralstab und das Reichsmarineamt wurde ab 26. März 1919 vorübergehend wieder die Admiralität eingerichtet, die am 15. September 1920 in Marineleitung umbenannt wurde. Die Marineleitung bestand 1920 aus fünf Ämtern:
- dem Marinekommandoamt (A),
- dem Allgemeinen Marineamt (B),
- dem Marineverwaltungsamt (C),
- dem Marinewaffenamt (MWa) und
- dem Marinekonstruktionsamt (K).

Anfangs gliederte sich das Marinekommandoamt in die Wehrabteilung (A I) und Flottenabteilung (A II). 1923 kam die Marineausbildungsabteilung und eine Luftschutzgruppe hinzu.
Das Marinekommandoamt (A) gliederte sich 1922 in zwei Abteilungen:
- Chef des Stabes: Kapitän zur See Iwan Oldekop, zugleich Leiter der Flottenabteilung
- Adjutant: Oberleutnant zur See Ernst Lindemann, zugleich in der Flottenabteilung
- Marinewehrabteilung (A I) unter Kapitän zur See Martin Hosemann
  - Korvettenkapitän Oswald Paul
  - Korvettenkapitän Iwan Brandes
  - Kapitänleutnant Friedrich Götting
  - Kapitänleutnant Erwin Waßner
  - Korvettenkapitän (Ing.) Paul Berndt
  - Kapitänleutnant (Ing.) Hans Fechter
  - Marineoberstabszahlmeister Seyffert, zugleich auch in der Marineoffizierpersonalabteilung
- Flottenabteilung (A II) unter dem Chef des Stabes Oldekop
  - Fregattenkapitän Walter Gladisch, später Chef des Marinekommandoamtes
  - Korvettenkapitän Ernst Bindseil
  - Korvettenkapitän Albert Gayer
  - Korvettenkapitän Kurt Aßmann
  - Korvettenkapitän Paul Hönicke, zur Dienststellung
  - Kapitänleutnant Maximilian von Zitzewitz
  - Kapitänleutnant Walther Faber
  - Kapitänleutnant Günther Lütjens
  - Kapitänleutnant Werner Steffan
  - Kapitänleutnant Rudolf Jahn
  - Oberleutnant zur See Ernst Lindemann, zugleich Adjutant des Amtschefs
  - Kapitänleutnant (Ing.) Hans Rusche
  - Regierungsrat Stammer

Das Marinekommandoamt wurde im Oktober 1933 umgegliedert und die Flottenabteilung (A II) wurde zur Flottenabteilung (A I). Hieraus ergab sich folgende Aufteilung:
- Flottenabteilung (für Operationen und fremde Marinen) (A I)
- Marineorganisationsabteilung (für Organisation und Bereitschaft der Seestreitkräfte) (A II)
- Abteilung Marinenachrichtendienst (A III)
- Marineausbildungsabteilung (für Ausbildungsangelegenheiten) (A IV)
- Marinewehrabteilung (für bestimmte marinepolitische Angelegenheiten) (A V).

Dazu trat noch die Marinejustizverwaltung AJustV.
Später wurde die Flottenabteilung (A I) in die Operationsabteilung (A I) überführt. Nachdem im Oktober 1937 die Operationsabteilung (A I) ausgegliedert worden war und zur Seekriegsleitung (Skl) als 1/Skl gekommen war, ging die Bedeutung des Marinekommandoamtes zurück. Zeitgleich wurde die Marinewehrabteilung (A V) zum neu eingerichteten Marinewehramt im Oberkommando der Marine (OKM), wobei dort auch eine Marinewehrabteilung gebildet wurde. Der Chef des Marinekommandoamtes war in Personalunion ab diesem Zeitpunkt bis Juli 1939 auch Chef des Stabes der Seekriegsleitung. Die Unterstellung wechselte unter die Seekriegsleitung. Auch die Abteilung Marinenachrichtendienst kam zur Seekriegsleitung und bildete dort 3/Skl. Später kamen noch eine Schiffahrtsabteilung (A VI) hinzu, sodass im Oktober 1938 folgende Gliederung bestand:
- Organisationsabteilung (A II)
- Ausbildungsabteilung (A IV)
- Flottenabteilung (A V)
- Schiffahrtsabteilung (A VI)

Mit dem Ende der Personalunion vom Chef des Stabes der Seekriegsleitung und Chef des Marinekommandoamtes im Juli 1939 wurde ein neuer Amtschef eingesetzt und die Unterstellung des Marinekommandoamtes kam unter den Chef des Stabes der Seekriegsleitung.
Mit der Umorganisation des OKM wurde am 31. Oktober 1939 aus der Nautischen Abteilung im Reichsmarineamt die Amtsgruppe Nautik (A H) im Marinekommandoamt. Diese kam im Mai 1941 zum Chef des Stabes der Seekriegsleitung als Skl H, später als 6/Skl.
1940 bestand das Marinekommandoamt aus:
- Kommandoabteilung (A I)
- Organisationsabteilung (A II)
- Nachschubabteilung (A III)
- Ausbildungsabteilung (A IV), ab September 1939 A I und dort ein Generalreferat
- Flottenabteilung (A V), ab Juli 1939 Amt Kriegsschiffbau (K)
- Schiffahrtsabteilung (A VI)
- Nautik (A H), von Oktober 1939 bis Mai 1941

Am 1. Juni 1941 wurde das Marinekommandoamt direkt der Seekriegsleitung unterstellt und erhielt zunächst die Bezeichnung Quartiermeisteramt der Seekriegsleitung und Marinekommandoamt (Skl Qu bzw. A) und schließlich, Anfang Mai 1944, die Bezeichnung Admiralquartiermeister (Skl/AdmQu).
1942 hatte das Quartiermeisteramt (Skl Qu A) folgenden Aufbau:
- Kommandoamtsgruppe (A I)
- Organisationsabteilung (A II)
- Amtsgruppe für Nachschub und Betriebsbewirtschaftung (A III)
- Schiffahrtsabteilung (A VI)

Der Admiralquartiermeister (Skl/AdmQu) hatte 1944 folgenden Aufbau:
- Flottenabteilung (Qu I)
- Organisations- und Mobilmachungsabteilung (Qu II)
- Amtsgruppe für Nachschub und Betriebsbewirtschaftung (Qu III)
- Abteilung für Küstenverteidigung (Qu VI)
- Ausbildungs- und Stabsabteilung (Qu V)
- Schiffahrtsabteilung (Qu VI)

## Flottenabteilung (A I, A V, Qu I)
Siehe Flottenabteilung

## Kommandoabteilung (A I, Qu A I)/Kommandoamtsgruppe (Qu A I)

### Geschichte
Im September 1939 wurde im Marinekommandoamt aus der Ausbildungsabteilung (A IV) die Kommandoabteilung (A I). Die eigentliche Ausbildungsabteilung kam als Generalreferat zur Kommandoabteilung. Im Juni 1941 kam mit der Umgliederung das Marinekommandoamt zur Seekriegsleitung und die Kommandoabteilung erhielt die Bezeichnung Qu A I. 1942 wurde hieraus die Kommandoamtsgruppe, wobei die bisher untergliederten Generalreferate zu Abteilungen ausgebaut wurden, wobei das Generalreferat Ausbildung wieder eine Ausbildungsabteilung (A I A) wurde. So bestand zu diesem Zeitpunkt eine Kommandoabteilung See (A I S), Kommandoabteilung Küste (A I K) und Kommandoabteilung Flak (A I F). Im Mai 1943 kam von der aufgelösten Amtsgruppe Skl U die U-Bootsabwehr-Abteilung zur Kommandoamtsgruppe hinzu. Im November 1943 wurde mit der Neubildung der Kommandoamtsgruppe Küsten- und Luftverteidigung (Qu A 4) die Kommandoabteilungen Küste (A I K) und Flak (A I F) zugeordnet. Im Dezember 1943 wurde die Ausbildungsabteilung (Qu A I A) aufgelöst.
Im Februar 1944 wurde die Kommandoamtsgruppe vollständig aufgelöst. Hieraus wurde die Flottenabteilung (Qu I) gebildet.

### Chefs
- Kapitän zur See Hans-Erich Voss: von November 1939 bis September 1942
- Konteradmiral Bruno Machens: von Oktober 1942 bis Januar 1943, zugleich Chef des Quartiermeisteramtes
- Konteradmiral Hans Mirow: von Januar 1943 bis Januar 1944

## Marineorganisationsabteilung/Organisationsabteilung (A II)/Organisations- und Mobilmachungsabteilung (Qu II)

### Geschichte
Bereits ab Oktober 1933 bestand eine Organisationsabteilung (A II) im Marinekommandoamt. Diese erhielt im Juni 1941 mit der Überführung des Marinekommandoamtes die Bezeichnung Qu A II. Bei der Überführung des Quartiermeisteramtes zum Admiralquartiermeister im Mai 1944 wechselte die Benennung zu Organisations- und Mobilmachungsabteilung (Qu II).

### Chefs
- unbekannt: von Oktober 1933 bis September 1934
- Fregattenkapitän/Kapitän zur See Friedrich-Wilhelm Fleischer: von September 1934 bis September 1937
- Kapitän zur See Heinz Nordmann: von September 1937 bis April 1939
- Kapitän zur See Joachim Plath: von Mai 1939 bis September 1941
- Kapitän zur See/Konteradmiral Günther Schubert: von September 1941 bis März 1945
- Kapitän zur See Arthur Wenninger: von April 1945 bis Kriegsende, vormals Kommandant von Z 43

## Marinenachrichtendienst/Nachschubabteilung (A III)/Amtsgruppe für Nachschub und Betriebsbewirtschaftung (A III, Qu III)

### Geschichte
Zur Abteilung Marinenachrichtendienst (A III) siehe Marinenachrichtendienst.
Nachdem die Abteilung Marinenachrichtendienst direkt zur Seekriegsleitung gekommen war, wurde im November 1939 unter der Bezeichnung A III die Nachschubabteilung im Marinekommandoamt eingerichtet. Ihr unterstellt waren die Trossschiffe, Begleit- und Stützpunkttanker, wie auch die Versorger. Diese erhielt im Juni 1941 mit der Überführung des Marinekommandoamtes die Bezeichnung Qu A III und erhielt im April 1942 mit dem Ausbau der Abteilung zur Amtsgruppe die neue Bezeichnung Amtsgruppe für Nachschub und Betriebsbewirtschaftung. Zeitgleich wurde eine Nachschubabteilung (Qu A III N) in der Amtsgruppe geschaffen. Bei der Überführung des Quartiermeisteramtes zum Admiralquartiermeister im Mai 1944 wechselte die Bezeichnung zu Qu III. In diesem Zuge wurde der Marinesonderdienst, vormals in der Abteilung Ausland IV im OKW, als Generalreferat Adm Qu III E der Amtsgruppe zugeteilt.
Chefs Nachschubabteilung (Qu A III N)
- Kapitän zur See (Ing.)/Konteradmiral (Ing.) Gustav Lüttge: von der Einrichtung im April 1942 bis August 1943
- Konteradmiral Max Adam: von August 1943 bis Kriegsende

### Chefs
- Kapitän zur See (Ing.)/Konteradmiral (Ing.) Gustav Lüttge: von November 1939 bis April 1944
- Konteradmiral (Ing.) Max Adam: von April 1944 bis Kriegsende

## Marineausbildungsabteilung/Ausbildungsabteilung (A IV / A I A)/Ausbildungs- und Stabsabteilung (Qu V)

### Geschichte
Im Marinekommandoamt wurde 1923 eine Marineausbildungsabteilung (A IV) eingerichtet. Diese bestand bis September 1939, wurde dann zur Kommandoabteilung (A I) und als Generalreferat angeschlossen. Mit der Erweiterung der Kommandoabteilung zur Amtsgruppe 1942 wurde das Generalreferat wieder zur Ausbildungsabteilung (A I A) in der Kommandoamtsgruppe (A I). Im Dezember 1943 wurde die Ausbildungsabteilung (A I A) aufgelöst.
Bis zur Einrichtung des Admiralquartiermeisters im Mai 1944 bestand im Marinekommandoamt keine Ausbildungsabteilung mehr. Es wurde die Ausbildungs- und Stabsabteilung (Qu V) aufgebaut. Diese bestand bis Januar 1945.

### Chefs
- unbekannt: von 1923 bis September 1925
- Fregattenkapitän/Kapitän zur See Wilhelm Rümann: von September 1925 bis September 1926
- Kapitän zur See Eduard Eichel: von September 1926 bis Oktober 1928
- unbekannt: von Oktober 1923 bis September 1930
- Fregattenkapitän/Kapitän zur See Hermann von Fischel: von September 1930 bis März 1933
- unbekannt: von März 1933 bis Oktober 1935
- Kapitän zur See Werner Fuchs: von Oktober 1935 bis März 1938
- Kapitän zur See Ernst Lindemann: von März 1938 bis September 1939, bereits 1922 Adjutant im Kommandoamt
- unbekannt: von September 1939 bis zur zwischenzeitlichen Auflösung im Dezember 1943
- Kapitän zur See Helmuth Gießler: von Juni 1944 bis Oktober 1944
- Kapitän zur See Heinrich Rollmann: von Oktober 1944 bis Januar 1945

## Schiffahrtsabteilung (A VI, Qu VI)

### Geschichte
Ursprünglich war die Schiffahrtsabteilung (von Oktober 1935 bis März 1938 Kapitän zur See Karl Coupette) dem Allgemeinen Marineamt zugeordnet, kam aber 1938 als Schiffahrtsabteilung (A VI) zum Marinekommandoamt. Der Abteilung waren die Transporter der Mittelmeer- und Schwarzmeer-Reederei unterstellt. Zusätzlich kamen 1945 die Flüchtlingstransporter des Seetransportchefs in der Ostsee zur Abteilung.
Diese erhielt im Juni 1941 mit der Überführung des Marinekommandoamtes die Bezeichnung Qu A VI. Bei der Überführung des Quartiermeisteramtes zum Admiralquartiermeister im Mai 1944 wechselte die Benennung zu Schiffahrtsabteilung (Qu VI).

### Chefs
- Kapitän zur See Heinz Schiller: von April 1938 bis Dezember 1939
- Kapitän zur See Karl von Montigny: von Dezember 1939 bis Oktober 1942
- Konteradmiral Otto Kähler: von Oktober 1942 bis Januar 1944
- Konteradmiral Conrad Engelhardt: von Januar 1944 bis Kriegsende

## Chefs des Marinekommandoamtes/Quartiermeisteramt/Admiralquartiermeisteramt (Auswahl)
- Konteradmiral/Vizeadmiral Konrad Mommsen: von April 1922 bis 1924
- Kapitän zur See/Konteradmiral/Vizeadmiral Adolf Pfeiffer: von 1924 bis 1928
- Konteradmiral/Vizeadmiral Friedrich Brutzer: von Mai 1928 bis Ende September 1930
- Konteradmiral Walter Gladisch: von Ende September 1930 bis Oktober 1931
- Konteradmiral Otto Groos: von September 1931 bis Ende September 1934
- Kapitän zur See/Konteradmiral/Vizeadmiral Günther Guse: von Ende September 1934 bis Oktober 1938, ebenso ab Oktober 1937 Chef des Stabes der Seekriegsleitung
- Konteradmiral Otto Schniewind: von Oktober 1938 bis August 1939, ebenso bis Juli 1939 Chef des Stabes der Seekriegsleitung
- Konteradmiral/Vizeadmiral Werner Grassmann: von August 1939 bis Juni 1941
- Konteradmiral/Vizeadmiral Theodor Krancke: von Juni 1941 bis September 1942
- Konteradmiral/Vizeadmiral Bruno Machens: von September 1942 bis Dezember 1944, von Oktober 1942 bis Januar 1943 zugleich Chef der Kommandoamtsgruppe
- Konteradmiral Karl Hoffmann: von Dezember 1944 bis zu seinem Tod im Mai 1945